# Hundras
Hundras är ett begrepp som används för att beskriva rasrena hundar, det vill säga hundraser vars avelsarbete organiseras av en kennelklubb och där varje godkänd individ registreras och förses med en stamtavla som beskriver individens ursprung. Idag fastställs dessa raser internationellt och bestäms utifrån vissa rasstandarder där mentala och anatomiska egenskaper beskrivs.
Hundraserna avgränsas av stamböcker vilkas upprättande i allmänhet sköts av kennelklubbar, ibland av rasklubbar och i några fall av statliga organisationer.

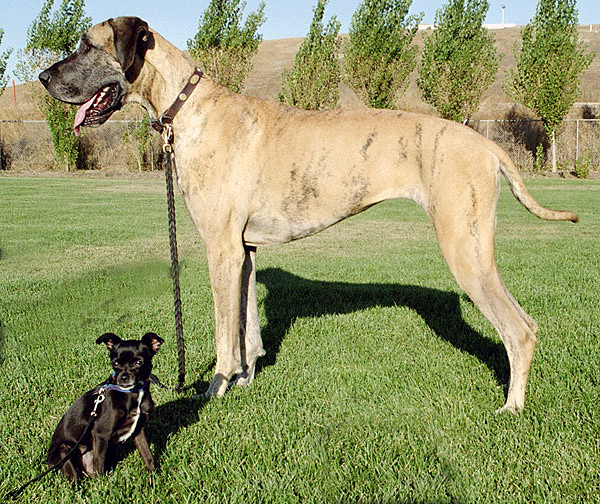
Hundraser har skapats genom medveten avel och kan uppvisa stora skillnader i storlek och utseende, här grand danois och chihuahua

## Historik
Den äldsta stamboken gäller foxhound och är från 1700-talet. Flertalet av de moderna hundraserna är skapade genom planerad avel sedan mitten av 1800-talet då de första hundutställningarna hölls och de första kennelorganisationerna bildades. De första hundutställningarna hölls för pointer och setter i Newcastle upon Tyne 1859.
Den äldsta kennelklubben är den brittiska the Kennel Club som grundades 1873. Samma år publicerades den första listan över erkända hundraser, och den räknade 40 raser.
2013 fanns det 294 hundraser i Sverige som var registrerade hos Svenska Kennelklubben.

## Systematik

### Indelningar
De flesta hundraser grundar sig på äldre hundrastyper eller lantraser som renavlats och förädlats, ofta genom avancerad inavel för att göra rastypen homogen. Ofta valde man ur en större heterogen population ut ett fåtal individer med likartad fenotyp, där ett sådant exempel är tysk schäferhund. I vissa fall har hundraser skapats genom medvetet planerade korsningsprogram, där ett sådant exempel är dobermann. Rasbildningen pågår fortfarande då man uppmärksammar lantraser som tidigare förbisetts; ett sådant exempel är dansk spets. Ibland hålls en stambok öppen i ett antal år för rastypiska individer utan känd härstamning, med som ett sådant exempel xoloitzcuintle (mexikansk nakenhund). I andra fall öppnas en stambok tillfälligt för att tillföra nytt blod, där ett sådant exempel är basenji.
Hundraser med extremt kort nos, såsom till exempel mops, kallas brachycephala (trubbnosiga). Detta baseras på att hundarnas skallben är kortare än normalt och resultatet av avlande på ärftliga defekter.

### Systematiserande organ
Den största kennelorganisationen som kontrollerar vilka hundar som kan räknas som renrasiga är den internationella kennelfederationen Fédération Cynologique Internationale (FCI), till vilken flertalet nationella kennelklubbar är anslutna. Grundprincipen är att rasstandarden fastställs av ursprungslandets rasklubb och att denna sedan följs av alla andra anslutna kennelklubbar.
Många nationella undantag förekommer dock; i Tyskland erkänns till exempel flerfärgade pudlar som inte ens räknas som pudlar i hemlandet Frankrike. Vid sidan av FCI finns förutom brittiska the Kennel Club även American Kennel Club och Canadian Kennel Club som inte är medlemmar i FCI men som har samarbete i form av avel och utställningar.
I många länder finns konkurrerande kennelklubbar som upprättar egna stamböcker och standarder; mest känd är kanske United Kennel Club i USA.

## Rasgrupper
Hundraserna delas in i olika rasgrupper. Gruppindelningen bygger i de flesta fall på den ursprungliga användningen av hunden, där även olika arbetssätt hos jakthundar bildar olika rasgrupper. Rasgruppsindelningen fastställs av Internationella hundorganisationen (FCI). Gruppindelningen följs även av Svenska Kennelklubben (SKK). Alla länder har dock inte samma gruppindelning, till exempel har Storbritannien ett annat system.
1. Vall-, boskaps- och herdehundar
2. Schnauzer och pinscher, molosser och bergshundar samt sennenhundar
3. Terrier
4. Taxar
5. Spetsar och raser av urhundstyp
6. Drivande hundar samt sök- och spårhundar
7. Stående fågelhundar
8. Stötande hundar, apporterande hundar och vattenhundar
9. Sällskapshundar
10. Vinthundar